# Димитър Сапунаров
Димитър Сапунаров е български революционер и общественик.

## Биография
Сапунаров е роден в костурското българско село Загоричани, тогава в Османската империя. След като по Берлинския договор в 1878 година Македония е оставена на Османската империя, Сапунаров застава начело на чета, действаща в Османската империя, която е преследвана и от руските военни власти, и от българските. По-късно се установява в Цариград и участва в живота на българската колония там. Сапунаров построява чешма в църквата „Свети Стефан“.
Умира в Цариград и е погребан на 12 октомври 1944 в Цариград.